# Philogenia augusti
Philogenia augusti is een libellensoort uit de familie van de Megapodagrionidae (Vlakvleugeljuffers), onderorde juffers (Zygoptera).
De wetenschappelijke naam van de soort werd voor het eerst geldig gepubliceerd in 1924 door Philip Powell Calvert.